# 他郎河
他郎河，又称螳螂河，位于中国云南省墨江哈尼族自治县中部，是阿墨江左岸支流，河源称碧溪河，发源于墨江县联珠镇碧溪古镇（碧溪乡）西北的乌猛，蜿蜒向南流经须立水库、墨江县城（此段也称联珠河）、雅邑镇等地，至泗南江镇以西汇入阿墨江。河长78.5千米，流域面积801.4平方千米，落差1332米。年均径流量6.18亿立方米。他郎河流域地处哀牢山西坡，河床深切，沟谷纵横，易发生滑坡等地质灾害。